# Salem (sigarette)

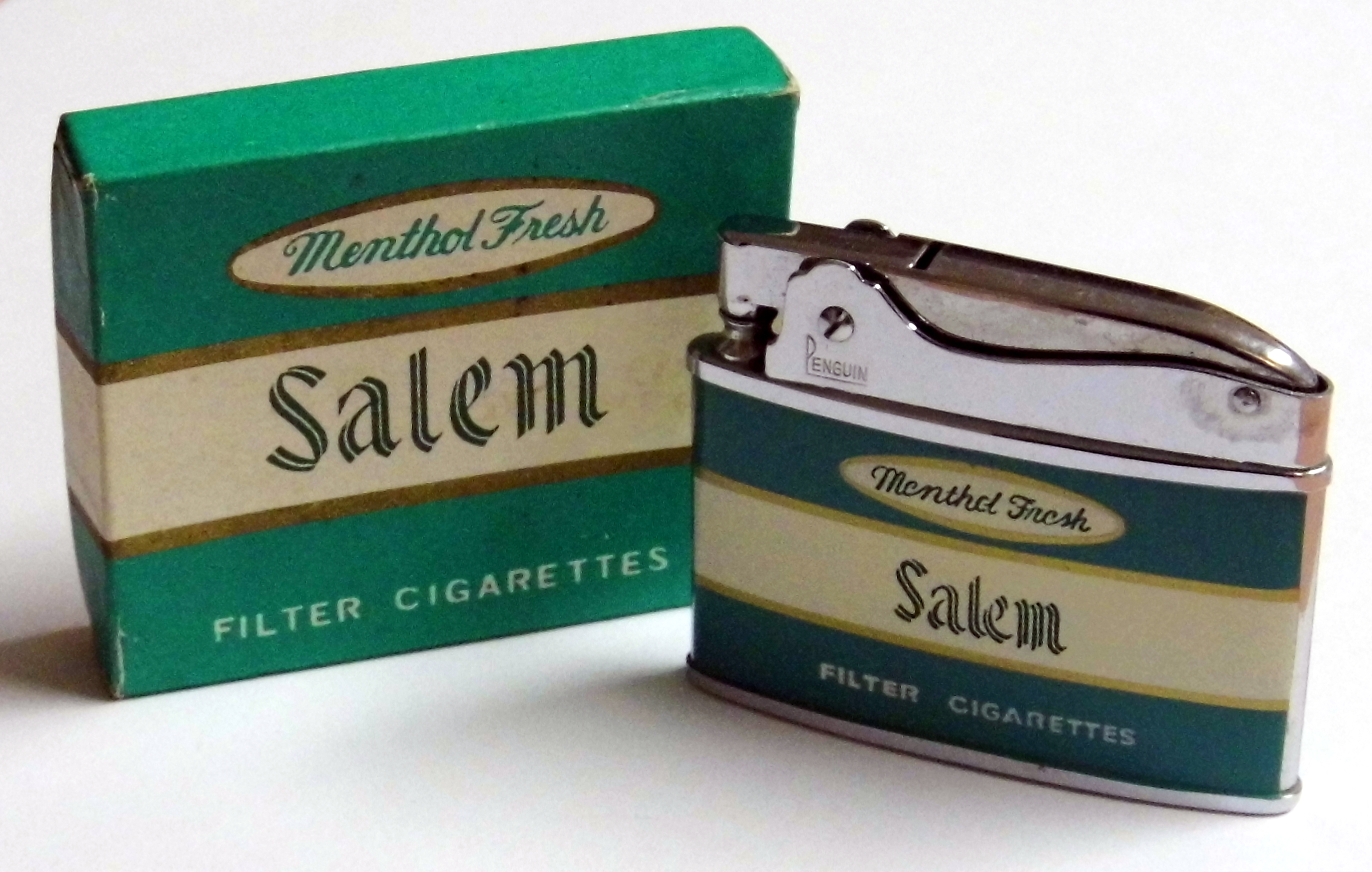
Un vecchio pacchetto di sigarette al mentolo Salem assieme ad un accendino.

Salem è una marca di sigarette prodotta e commercializzata dalla ITG Brands LLC, una sussidiaria della Imperial Brands, per quanto riguarda il mercato statunitense e dalla Japan Tobacco per quanto riguarda il mercato extra USA.

## Storia
Le sigarette Salem sono state lanciate sul mercato nel 1956 dalla R.J. Reynolds Tobacco Company come le prime sigarette al mentolo dotate di filtro ed il loro slogan, usato poi per diversi anni a venire, era "take a puff, it's springtime" (ossia "fatti un tiro, è primavera"). Il nome del marchio deriva, così come per le sigarette Winston, da quello della cittadina di Winston-Salem, nella Carolina del Nord, sede della RJR.
La particolarità delle sigarette Salem era ed è quella di avere, nella loro mistura, del mentolo asiatico, diverso da quello solitamente utilizzato nelle classiche sigarette al mentolo, come le Kool.
Nel 1999, dopo l'uscita dalla RJR Nabisco, in cui era entrata nel 1985 fondendosi con la Nabisco, la R.J. Reynolds Tobacco Company vendette tutte le sue attività al di fuori degli USA alla Japan Tobacco. Di conseguenza, le sigarette vendute con marchio Salem (ma anche Winston e Camel) al di fuori degli Stati Uniti d'America sono oggi sigarette giapponesi.
In Germania queste sigarette sono vendute con il nome di "Reyno" a causa dell'esistenza, sul mercato tedesco, di un'altra marca di sigarette chiamata "Salem", oggi prodotta dalla Reemtsma Cigarettenfabriken GmbH, oggi anch'essa sussidiaria della Imperial Brands, e che una volta veniva fabbricata nel famoso stabilimento chiamato "Yenidze", a Dresda.
Nel luglio del 2014 la Reynolds American Inc. (una joint venture creata fra la filiale americana della British American Tobacco e la R.J. Reynolds Tobacco Company) annunciò l'acquisto, poi completato nel giugno del 2015, della Lorillard Tobacco Company per 27,4 miliardi di dollari; onde evitare problemi di antitrust la fusione comprese anche la vendita alla Imperial Tobacco Company (che poi cambierà nome in "Imperial Brands" nel 2016), per 7,1 miliardi di dollari, di alcuni marchi di sigarette di proprietà delle due aziende, tra cui Kool, Winston, Maverick e Salem.

## Sponsorizzazioni
Nel film del 1983 Bad Boys, il personaggio interpretato da Sean Penn offre e compra spesso pacchetti di sigarette di marca sia Salem che Winston.
Fino all'inizio degli anni duemila, le Salem sono state lo sponsor dell'Hong Kong Open, un torneo di tennis che ha fatto parte del tour ATP dal 1973 al 2002 e che ha visto la partecipazione di alcuni dei migliori tennisti dell'epoca, che, proprio in virtù di tale sponsorizzazione, fu rinominato Salem Open. Dal 2000, in seguito alle restrizioni imposte dalla nuova legislazione hongkonghese sul tabacco, il logo Salem non poté più apparire nel torneo (caso analogo fu quello della Hong Kong Viceroy Cup).
Oltre a tale evento sportivo, in Asia le Salem hanno sponsorizzato un gran numero di eventi, inclusi diversi concerti.

## Varietà nel mercato statunitense
- Salem Box (Full Flavor) - 85's e 100's
- Salem Gold Box (Lights) - 85's e 100's
- Salem Silver Box (Ultra Lights) - 85's e 100's
- Salem Slim Box (Lights) - 100's